# Hydrocotyle pseudosanicula
Hydrocotyle pseudosanicula là một loài thực vật có hoa trong Họ Cuồng. Loài này được H. Boissieu mô tả khoa học đầu tiên năm 1909.